# أبولا (شوربة)
أبولا Abula هو حساء شعب اليوروبا من غرب نيجيريا .  عادة ما يتم تناولها مع الأمالا ،  ولكن يمكن أن تؤكل مع أطعمة أخرى يمكن ابتلاعها. تعني كلمة "أبولا" حرفياً خليط من الحساء، لكنها في الغالب مرتبطة بالجبجيري (حساء الفاصوليا) ،  إيويدو (حساء الخضار من جنس الملوخية) وأبو آتا ( الحساء ). 
يعتبر الأبولا طعامًا شهيًا لأنه ليس وجبة شائعة. يستغرق الكثير من الوقت والجهد. على الرغم من أن الوجبة يتم تناولها بشكل رئيسي بين شعب يوربا في غرب نيجيريا ، إلا أنها أكثر شيوعًا بين سكان ولاية أويو و اوجومبوشو

## المكونات
فيما يلي قائمة بالمكونات المستخدمة في تحضير الأبولا: 
جبيجيري
- الفول
- الماء
- البصل (اختياري)
- الفلفل المخلوط (آتا رودو ، المعروف أيضًا باسم سكوتش بونيه) (اختياري)
- زيت النخيل
- توابل وملح
- ملح البوتاس

إويدو
- أوراق إويدو
- حبوب الجراد
- البوتاس
- الملح
- الماء

## نظر أيضا
- قائمة الحساء